# Condado de Union (Pensilvânia)
O Condado de Union é um dos 67 condados do Estado americano da Pensilvânia. A sede do condado é Lewisburg, e sua maior cidade é Lewisburg. O condado possui uma área de 821 km²(dos quais 1 km² estão cobertos por água), uma população de 41 624 habitantes, e uma densidade populacional de 51 hab/km² (segundo o censo nacional de 2000). O condado foi fundado em 22 de março de 1813.